# Salvador Bus
Salvador Bus, ou Salvador Bahia Bus, é um serviço de ônibus turístico pela cidade (city tour) em veículos panorâmicos, cujo percurso abrange os principais pontos turísticos de Salvador, na Bahia.
Em 2007, os empresários baianos Jorge Bomfim e Gilson Benzota implantaram o serviço turístico inspirado na versão londrina. Foi o primeiro veículo de dois andares com o conceito de passeios regulares turísticos (regular sightseeing) a circular no Brasil.
A frota é composta por seis veículos com capacidade para 67 passageiros e equipados com sistema de posicionamento global (GPS), bem como guias-condutores descrevendo os pontos turísticos e sistema de sonorização multilíngue (português, inglês, espanhol e francês).
O serviço é operado pela empresa Filuca Turismo e Transporte (Agência Filuca), dos irmãos Felipe e Lucas Benzota. A empresa fatura 1,5 milhão de reais em Salvador. E em 2014 venceu o chamamento público para a operação da linha turística Recife-Olinda.